# Antenna House RainbowServer
Antenna House  RainbowServerはアンテナハウスが開発・販売する、Portable Document Format (PDF) ファイルからMicrosoft Excelへの文書変換ソフトウェアである。エンドユーザ向けではなく、企業内システムに組み込んで使用するミドルウェアである。
このソフトウェアを使えば、企業のサーバ上で、PDFファイルをExcelファイルに一括変換するシステムを構築することができる。